# Graveur Stern
Pour les articles homonymes, voir Stern.

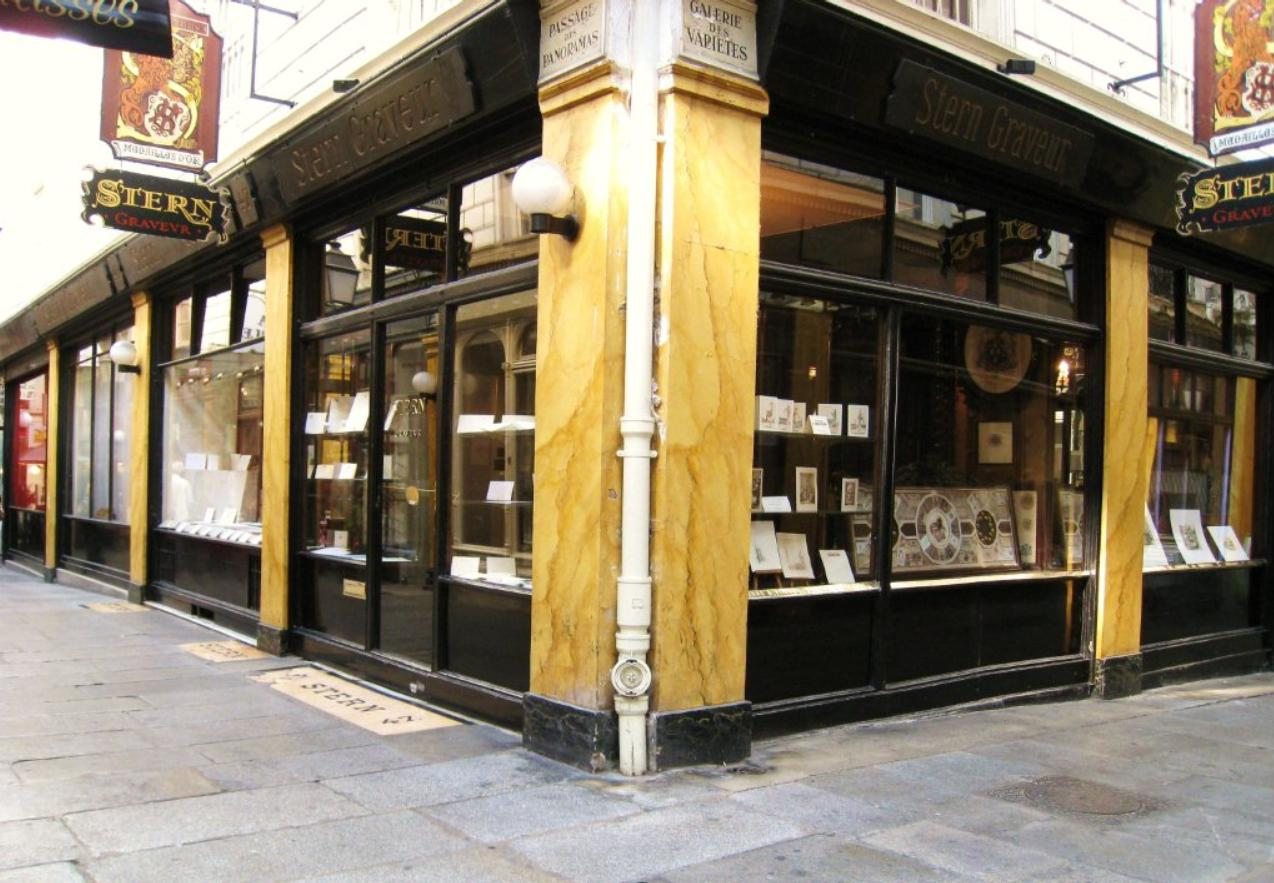
Devanture de la boutique Stern à l'angle du passage des Panoramas et de la galerie des Variétés (Paris).

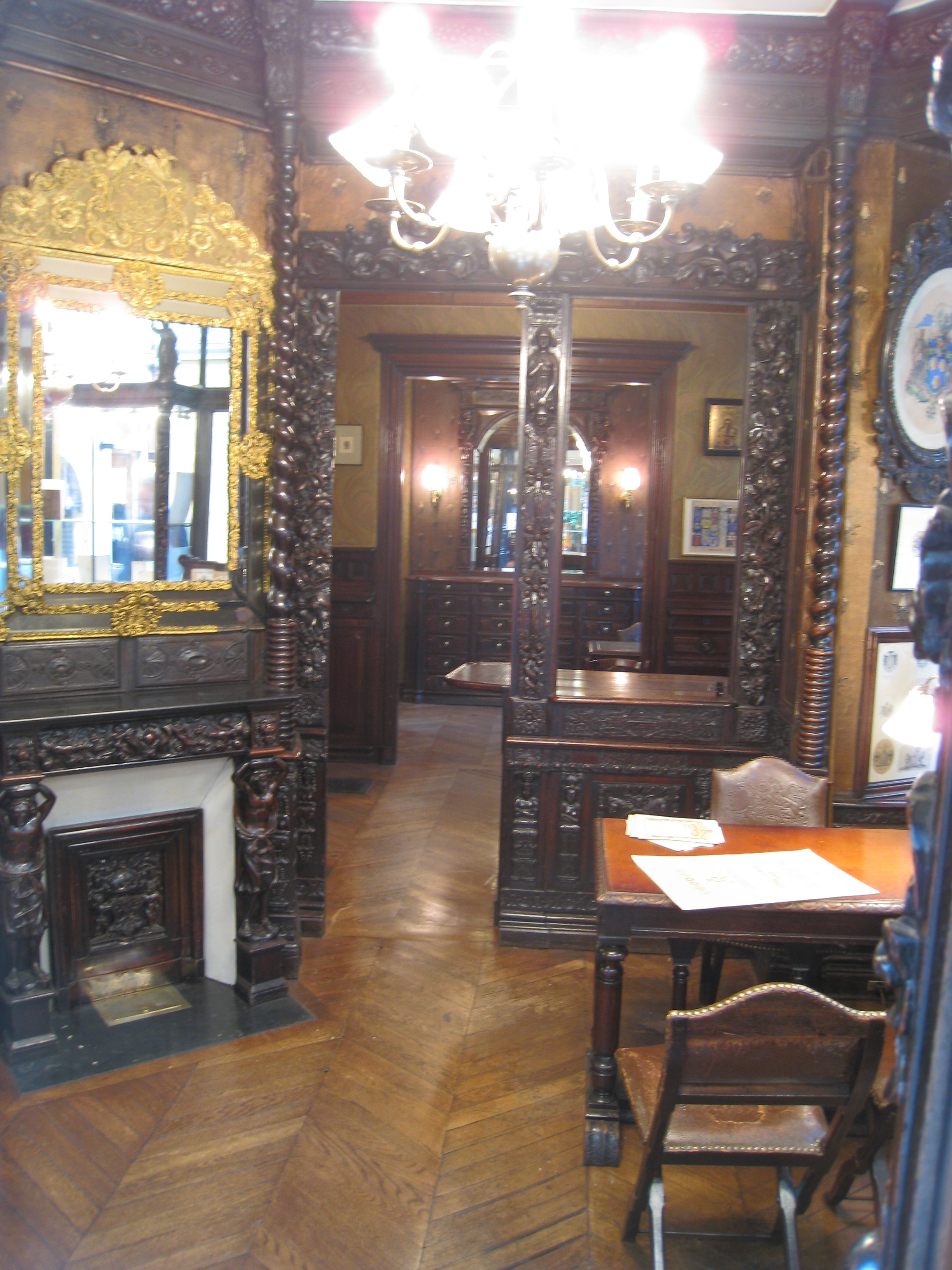
Intérieur de la boutique du Graveur Stern (avant 2014).

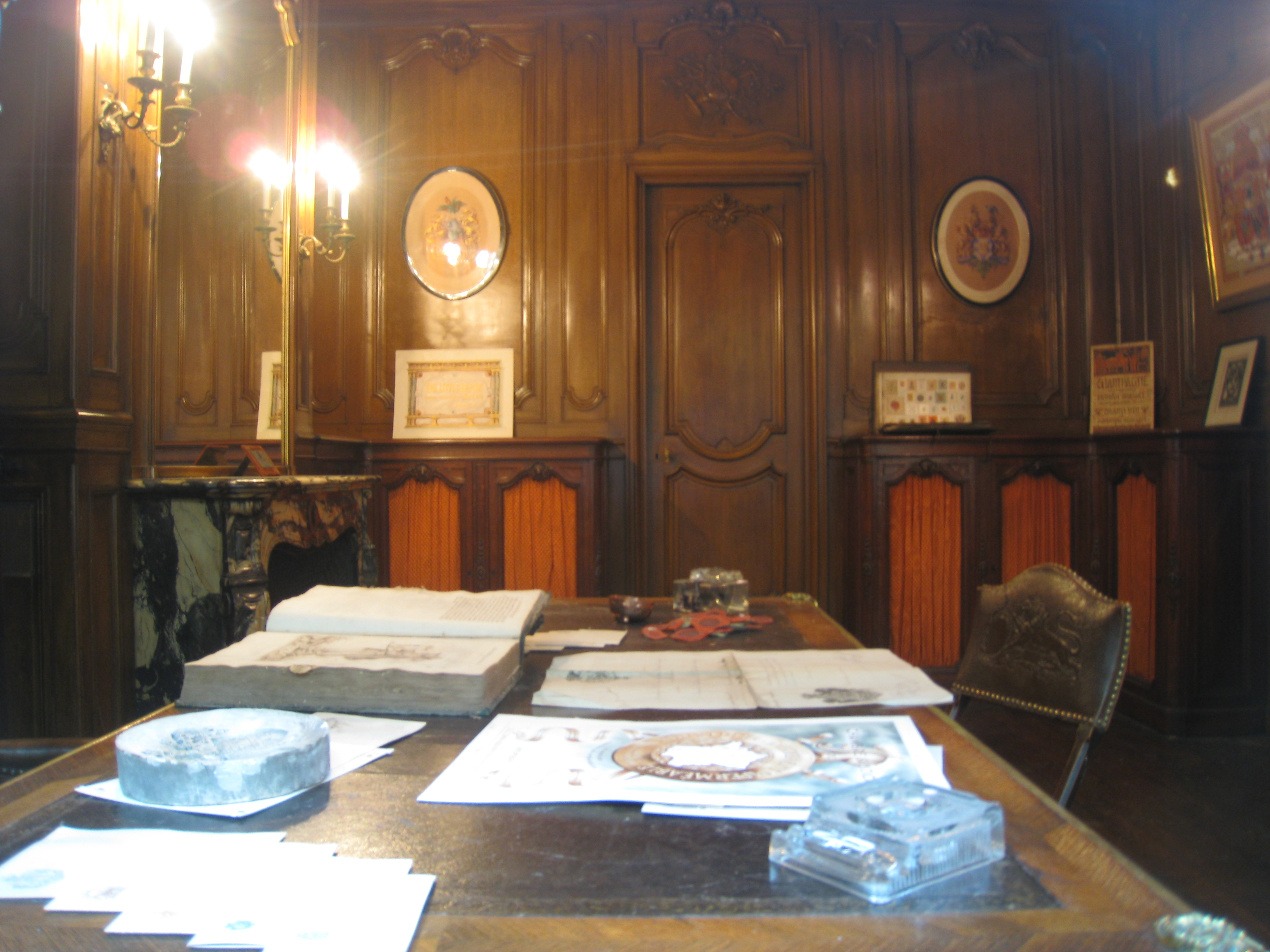
Intérieur de la boutique du Graveur Stern (avant 2014).

Graveur Stern ou Stern Graveur est une entreprise française d’imprimerie et de gravure fondée à Paris en 1834 et disparue en 2015. Elle fait partie des plus anciennes sociétés françaises de sa catégorie.
Possédant longtemps son siège passage des Panoramas, elle doit sa notoriété à ses gravures appréciées par une clientèle appartenant à la noblesse, à la haute bourgeoisie et au monde des affaires. Son savoir faire s'est perpétué. Elle propose tout un éventail de prestations, convoquant entre autres la gravure sur métal, qui vont du menu de repas, aux boutons de manchettes, médailles, cartes de visites, héraldique, papeterie, et documents officiels.
Si le magasin historique parisien est désormais occupé par le restaurant Caffè Stern, l'activité se poursuit toujours à Paris. En 2018, Stern graveur dirigé par Estelle Delmas rejoint le groupe Elli présidé par Jérôme Elmalek, dont fait partie la maison Boisnard-Lavrut.
Le site de la boutique historique de Stern graveur est desservi par les stations de métro Bourse et Richelieu - Drouot.

## Histoire
En 1834, le graveur Isidore Aumoitte (1797-1846) ouvre boutique galerie des Variétés. Puis en 1836, passage des Panoramas. Il appartient à une lignée de graveurs parisiens remontant au tout début du XIXe siècle. Il s’associe à un jeune graveur, Moïse Stern. Cette association dure jusqu’à la fin des années 1850, puis Moïse Stern (1826 Haguenau, Alsace - 1915) reprend la maison. Dans les années 1890, M. Stern associe son fils René (1862-1940) à l’entreprise qui prend le nom de Stern et fils. René Stern reprend la boutique à son compte en 1904. René Stern fut vice-président de la Chambre des graveurs. La maison Stern est médaille d’or à l'exposition universelle de 1867, puis à celle de 1889,.
Depuis le XIXe siècle les têtes couronnées de l’Europe entière et certains chefs d’État, comme Lénine, Staline et le général de Gaulle, firent graver sur des bristols les étapes importantes de leurs vies chez Stern.

## Boutique Stern
La boutique du graveur Stern, située à l'angle du passage des Panoramas et de la galerie des Variétés, se trouve dans le quartier Vivienne du 2e arrondissement de Paris, entre le Palais Brongniart et l'Hôtel Drouot. L'entrée principale est au 47, passage des Panoramas, et les vitrines s'étendent dans la galerie des Variétés et la galerie Feydeau.
La devanture de la boutique fait l’objet d’une inscription au titre des monuments historiques depuis le 7 juillet 1974,.
Cette boutique inchangée depuis 1834, très connue et visitée par de nombreux touristes fait partie des plus anciennes et plus belles boutiques de France depuis juillet 2009.
L'intérieur est décoré de murs de cuir de Cordoue et de boiseries anciennes du XVIIe siècle et le sol est revêtu d'un rare parquet fougère.
En décembre 2008, la boutique est reprise par les éditions du catalogue de timbres Arthur Maury, perpétuant ainsi la tradition du lieu avec une maison historique qui était située au XIXe siècle à quelques mètres, boulevard Montmartre. En septembre 2014, la boutique rouvre ses portes après trois ans de restauration suivie par l'architecte Dominique Averland.
Le 4 février 2015 la société est dissoute.